# Avenida Libertador (Caracas)
La Avenida Libertador es una importante vía de comunicación al este de Caracas y es parte del distrito financiero, comercial, cultural y turístico de Sabana Grande. Esta avenida conecta la Parroquia El Recreo, del Municipio Libertador, con el Municipio Chacao. Anteriormente, se llamó la Calle La Línea de Sabana Grande, ya que el Ferrocarril de Caracas pasaba por este sector. Esta avenida conecta las siguientes urbanizaciones: Los Caobos, San Antonio de Sabana Grande, Sabana Grande, Las Delicias de Sabana Grande, La Florida, La Campiña, Las Palmas, El Bosque, Chacao, Campo Alegre, El Rosal, El Dorado (al sur de Altamira) y La Floresta. También conecta los sectores y barrios: Estado Leal de Chacao, Hoyo de Las Delicias, Santa Rosa, Guacaipuro, etc. La avenida culmina en los alrededores del Parque del Este.

## Historia
Fue construida por el presidente Rómulo Betancourt en los años sesenta, pero fue iniciada por Perez Jiménez en 1957. Es la única avenida de Caracas con dos niveles. Recibe su nombre en honor del Libertador Simón Bolívar. Iba a tener 2 km más de extensión, pero el trayecto fue modificado.

Según la arquitecta María Boccalandro, el diseño de dos niveles de la avenida Libertador responde a la intención de que el corredor cumpliera dos funciones: el subterráneo o, zona deprimida, como vía expresa que sirviera de conexión rápida entre los extremos –este y oeste– de la ciudad; y el nivel de la superficie para que cumpliera el carácter urbano de la vía. Allí se alojarían los servicios propios de una urbe, y tanto conductores como peatones pudieran tener acceso a las parcelas que se establecieron alrededor de esa arteria.

La avenida fue inaugurada por el presidente Raúl Leoni, el 13 de diciembre de 1965.

## Características
La Avenida Libertador tiene dos niveles: el más bajo funciona como una autopista sin semáforos. En su nivel inferior cuenta con los murales Uracoa de Mateo Manaure y Módulos Cromáticos de Juvenal Ravelo. Abarca los municipios Libertador del Distrito Capital y Chacao del Estado Miranda. La Libertador es una de las más importantes avenidas de Caracas, cuya función es descongestionar el tráfico desde el "casco central" hacia el este de la capital venezolana. En su extremo oeste se encuentra la sede principal de la compañía de telecomunicaciones CANTV. Justo al frente, se halla la Casa del Artista (también conocida como Teatro Amador Bendayán).

## Prostitución
Durante muchos años, la Avenida Libertador de Caracas ha sido una zona de tolerancia para que Prostitutas y Transexuales (o Travestis) ofrecieran sus servicios, específicamente en horas de la noche. Desde los noventa, esta avenida fue conocida por ser sede del comercio sexual callejero de Venezuela. Esto terminó en el año 2011, a raíz de la construcción de edificios Misión Vivienda en el sector y la poca tolerancia de los nuevos vecinos obreros. Las prostitutas ahora operan en las principales avenidas de las urbanizaciones Los Caobos, La Florida y Las Palmas, al norte de la Avenida Libertador.